# Рендолф (Небраска)
Рендолф (англ. Randolph) — місто (англ. city) в США, в окрузі Седар штату Небраска. Населення — 879 осіб (2020).

## Географія
Рендолф розташований за координатами 42°22′39″ пн. ш. 97°21′28″ зх. д. / 42.37750° пн. ш. 97.35778° зх. д. (42.377501, -97.357677).  За даними Бюро перепису населення США в 2010 році місто мало площу 2,44 км², уся площа — суходіл.

## Демографія
Згідно з переписом 2010 року, у місті мешкали 944 особи в 402 домогосподарствах у складі 258 родин. Густота населення становила 387 осіб/км².  Було 453 помешкання (186/км²).
Расовий склад населення:
| - 97,4 % — білих - 0,3 % — корінних американців - 0,2 % — азіатів - 1,7 % — осіб інших рас |

До двох чи більше рас належало 0,4 %. Частка іспаномовних становила 2,2 % від усіх жителів.
За віковим діапазоном населення розподілялося таким чином: 22,7 % — особи молодші 18 років, 49,1 % — особи у віці 18—64 років, 28,2 % — особи у віці 65 років та старші. Медіана віку мешканця становила 47,5 року. На 100 осіб жіночої статі у місті припадало 89,6 чоловіків;  на 100 жінок у віці від 18 років та старших — 88,6 чоловіків також старших 18 років.
Середній дохід на одне домашнє господарство  становив 58 085 доларів США (медіана — 43 529), а середній дохід на одну сім'ю — 72 640 доларів (медіана — 57 321). Медіана доходів становила 43 594 долари для чоловіків та 25 500 доларів для жінок. За межею бідності перебувало 5,2 % осіб, у тому числі 7,9 % дітей у віці до 18 років та 8,9 % осіб у віці 65 років та старших.
Цивільне працевлаштоване населення становило 366 осіб. Основні галузі зайнятості: освіта, охорона здоров'я та соціальна допомога — 27,6 %, сільське господарство, лісництво, риболовля — 10,7 %, виробництво — 10,4 %, будівництво — 10,4 %.